# Saint Helena (Californie)
Pour les articles homonymes, voir Saint Helena (homonymie).
Saint Helena (en anglais [həˈliːnə]) est une ville du comté de Napa, dans l’État de Californie, aux États-Unis. Sa population s’élevait à 5 814 habitants lors du recensement de 2010, estimée à 6 154 habitants en 2016.

## Géographie
Le centre-ville commercial est inscrit au Registre national des lieux historiques depuis le 23 janvier 1998 sous la forme d'un district historique appelé St. Helena Historic Commercial District.

## Démographie
| 1880  | 1890  | 1900  | 1910  | 1920  | 1930  |
| ----- | ----- | ----- | ----- | ----- | ----- |
| 1 339 | 1 705 | 1 582 | 1 603 | 1 346 | 1 582 |

| 1940  | 1950  | 1960  | 1970  | 1980  | 1990  |
| ----- | ----- | ----- | ----- | ----- | ----- |
| 1 758 | 2 297 | 2 722 | 3 173 | 4 898 | 4 990 |

| 2000  | 2010  | - | - | - | - |
| ----- | ----- | - | - | - | - |
| 5 950 | 5 814 | - | - | - | - |

## Source
- (en) Cet article est partiellement ou en totalité issu de l’article de Wikipédia en anglais intitulé « St. Helena, California » (voir la liste des auteurs).

1. ↑  « Statistiques des États-Unis - Californie - Profils des communautés de 2010 » (consulté en novembre 2020)